# George Reynolds
George Reynolds (nacido el 23 de noviembre de 1947) es un exjugador de baloncesto estadounidense que disputó una temporada en la NBA. Con 1,93 metros de estatura, jugaba en la posición de base.

## Trayectoria deportiva

### Universidad
Tras pasar por el Imperial Valley Junior College, jugó durante dos temporadas con los Cougars de la Universidad de Houston, en las que promedió 10,0 puntos, 4,9 rebotes y 13 y 5,3 respectivamente. En su temporada júnior fue uno de los jugadores claves en la consecución de una temporada regular perfecta, con 31 victorias consecutivas, incluyendo la del que se ha denominado el partido del siglo del baloncesto universitario, en el que derrotaron a UCLA en el Astrodome de Houston ante más de 50.000 aficionados, rompiendo la racha histórica de los californianos de 47 victorias consecutivas. Con un equipo liderado por Elvin Hayes y Ken Spain, derrotaron a los Bruins de Lew Alcindor y Lucius Allen por 71-69, con 13 puntos de Reynolds, que ejercía como base titular. Tras convertirse en favoritos al título de la NCAA, cayeron humillados en las semifinales precisamente por UCLA 101-69, dejándoles en un pírrico 28.2% de acierto en tiros de campo. Reynolds no pudo disputar la fase final del torneo por motivos académicos.

### Profesional
Fue elegido en el puesto 117 del Draft de la NBA de 1969 por Detroit Pistons, con los que disputó diez partidos, en los que promedió 2,1 puntos y 1,4 rebotes.

## Estadísticas de su carrera en la NBA

### Temporada regular
| Temporada | Edad | Equipo          | Liga | Pos. | P  | TIT | MIN | TC  | TCA | %TC  | 3P | 3PA | %3P | TL  | TLA | %TL  | R.OF. | R.DEF. | REB | ASIS | ROB | TAP | PER | FP  | PTS |
| 1969-70   | 22   | Detroit Pistons | NBA  |      | 10 |     | 4.4 | 0.8 | 1.9 | .421 |    |     |     | 0.5 | 0.7 | .714 |       |        | 1.4 | 1.2  |     |     |     | 1.0 | 2.1 |
| Total     |      |                 | NBA  |      | 10 |     | 4.4 | 0.8 | 1.9 | .421 |    |     |     | 0.5 | 0.7 | .714 |       |        | 1.4 | 1.2  |     |     |     | 1.0 | 2.1 |